# H-IIロケット8号機
H-IIロケット8号機は、宇宙開発事業団（NASDA）が打上げたH-IIロケットのうち7番目に打ち上げた機体。 1999年11月15日に種子島宇宙センターから運輸多目的衛星1号（MTSAT-1）を搭載して打ち上げたが、1段目エンジンのLE-7が破損し推力を失ったため地上からの指令破壊信号により、残骸とペイロードは父島の北西約380kmの海中に落下した。打上げ順番の変更で、6号機→5号機→8号機→7号機の順番で打ち上げが予定されていたが、8号機の打ち上げ失敗により7号機はキャンセル、この8号機がH-IIの最終号機体となった。

## 失敗の原因

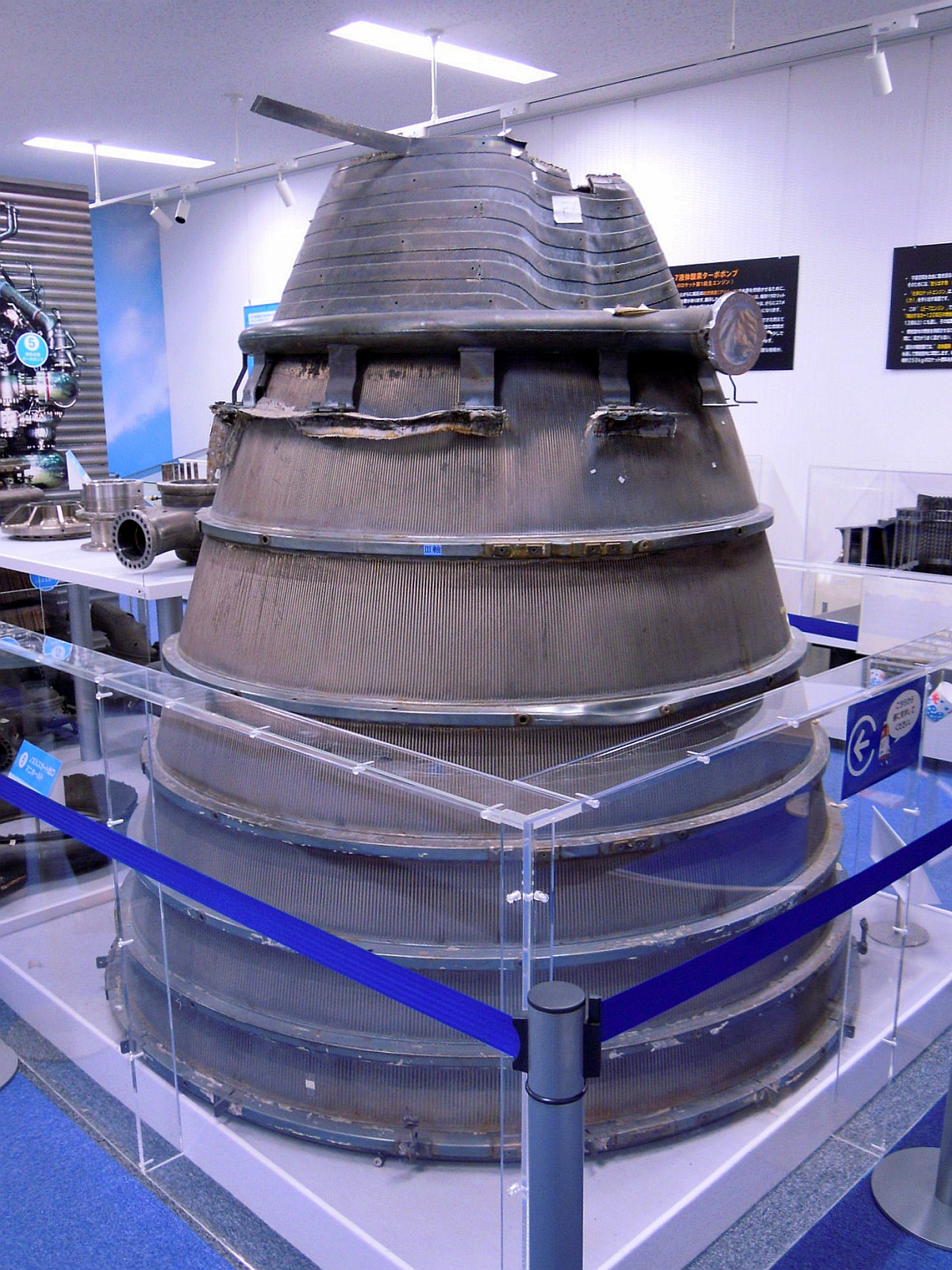
H-IIロケット8号機LE-7エンジン

テレメトリ情報の解析から、LE-7の液体燃料の供給系に何らかのトラブルが発生し燃料の供給が止まったことが推力喪失の原因と考えられた。具体的な原因を調査するため海洋科学技術センター（現JAMSTEC）に依頼して、11月19日から深海調査船による捜索を実施した。この第1次調査でロケットの残骸の一部が発見できたため12月20日から第2次調査を行い、12月24日にLE-7エンジン本体を発見、翌2000年1月に3000mの深海からの回収に成功した。太平洋の海底3000mから僅か3m四方の物体を発見し回収できたことは奇跡的と言える。なお、回収されたLE-7エンジンは現在角田宇宙センターで展示されている。
引き上げたエンジン本体の解析の結果、液体水素ターボポンプ入り口のインデューサの羽車が疲労破壊で折損していることがわかった。このためインデューサの動作試験を行った結果、インデューサから液体水素供給パイプ上流に向かって旋回キャビテーションが発生、これによりパイプ内の動圧変動が誘起されてインデューサの羽根車を振動させ疲労破壊に至ったと推定された。この破壊により供給配管の圧力が瞬時に過大になって破損、液体水素が漏出したためエンジン燃焼室への燃料供給がとまりエンジンが停止したのである。
開発過程で旋回キャビテーションの発生の可能性は予期できたものの、複合的要因によってインデューサ等が破壊することまでは予見できなかったという。
H-IIAロケットで用いられるLE-7Aエンジンではこの失敗経験を生かし、旋回キャビテーション対策を施すとともに、通常動作外の動作環境でも異常が見られないよう設計変更を行い、高信頼性を確保することができた。

## 失敗の影響
H-IIロケット5号機では2段目のエンジンで失敗し、2段目をH-IIAロケットの2段目に取り替えた8号機では1段目のエンジンで失敗したため、次に打ち上げる予定だった7号機は、製作済みであったが打上げをキャンセルされH-IIロケットの運用が終了することになった。
失われたペイロードである運輸多目的衛星 MTSAT-1は、航空管制用通信衛星・気象観測衛星などの機能を統合した人工衛星であり、特に設計寿命を2000年に迎える気象衛星ひまわり5号の後継衛星でもあった（同衛星の静止位置に置かれる予定だった）。このためひまわり5号はそのまま寿命を超えて使われることになった。
2003年5月22日からは、2005年のMTSAT-1R（後のひまわり6号）打ち上げ・運用開始までの間、米国NOAAからGOES-9を借用して観測が続けられた。
また、この事故によりH-IIAロケットはヒューズ社やESAを始めとする顧客の受注を失い、ロケットの商業打ち上げ計画に大きな影響がでた。また間接的には、日本の宇宙開発諸機関の統合化が促進されて宇宙開発事業団（NASDA）・文部省宇宙科学研究所（ISAS）・航空宇宙技術研究所（NAL）の3機関の統合が決定し、後の宇宙航空研究開発機構（JAXA）の誕生に繋がった。加えてH-IIAロケットは開発終了後早期に民間企業に移管することになった。

## 関連記事
- 宇宙開発事業団
- H-IIロケット
- H-IIロケット5号機
- H-IIAロケット6号機
- ロケット
- 宇宙開発
- ディープ・トウ